# Sonderdienst
Sonderdienst ("Specialtjänsten") var nazistiska paramilitära poliskårer som skapades i Generalguvernementet, den del av Polen som under andra världskriget ockuperades av Tyskland. Dess föregångare var Selbstschutz som existerade i Wartheland från 1939 till 1940.
Sonderdienst grundades av generalguvernör Hans Frank den 6 maj 1940. Ursprungligen bestod Sonderdienst av Volksdeutsche som bodde i Polen före andra världskrigets utbrott den 1 september 1939. Efter Operation Barbarossa, Tysklands anfall på den tidigare bundsförvanten Sovjetunionen i juni 1941, hörde även sovjetiska krigsfångar till Sonderdienst. Dessa genomgick utbildning i lägret i Trawniki för tjänst i koncentrations- och förintelseläger.

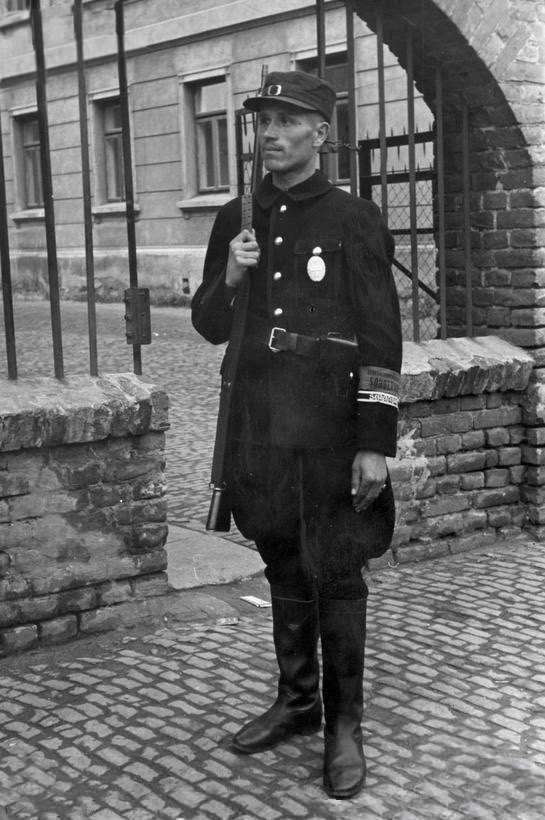
Sonderdienst-man i Lublin i maj 1940.

## Bakgrund
Före andra världskriget var Polen ett mångkulturellt land. En tredjedel av befolkningen utgjordes av minoritetsgrupper: 13,9 % ukrainare, 10 % judar, 3,1 % vitryssar, 2,3 % tyskar och 3,4 % tjecker, litauer och ryssar. Den tyska minoriteten bodde i huvudsak i de territorier som tidigare tillhört Kejsardömet Tyskland. Många personer inom den tyska minoriteten hyste fientlighet gentemot den polska stat som hade grundats efter första världskriget. Organisationer som Deutscher Volksverband och Jungdeutsche Partei deltog aktivt i spionage, sabotagehandlingar, vapensmuggling och propagandakampanjer före Tysklands invasion av Polen. Från september 1939 till april 1940 förövade Volksdeutscher Selbstschutz under befäl av SS-Oberführer Ludolf von Alvensleben massmord på civila polacker och judar.
Sommaren 1940 underordnades såväl återstoden av Selbstschutz som det nygrundade Sonderdienst Generalguvernementets ståthållare Hans Frank. En del av dessa anslöt sig till Schutzstaffel eller Gestapo året därpå.

### Operation Barbarossa
I november 1942 bestod Sonderdienst av 3 000 medlemmar. Efter Tysklands erövring av östra Europa började SS- och polischefen i distriktet Lublin, Odilo Globocnik, söka efter Volksdeutsche att rekrytera i de av Tyskland ockuperade områdena. Han ville således enrollera etniska tyskar som talade ukrainska och ryska, eftersom dessa kunde det lokala språket och kände till de lokala geografiska förhållandena. Dessa män tränades i Trawniki under ledning av Karl Streibel. Trawnikimännen (Trawnikimänner) tjänstgjorde i förintelseläger och vid avrättningsplatser inom ramen för Operation Reinhard. De deltog i massmorden i Bełżec, Sobibór, Treblinka, Warszawa, Częstochowa, Lublin, Lvov, Radom, Kraków, Białystok, Majdanek och Auschwitz. De var även verksamma i Majdaneks satellitläger: Poniatowa, Budzyń, Kraśnik, Puławy, Lipowa och i samband med massakrer i Łomazy, Międzyrzec, Łuków, Radzyń, Parczew, Końskowola och Komarówka.